# Krasznogvargyejszkojei járás (Sztavropoli határterület)

A Krasznogvargyejszkojei járás a Sztavropoli határterületen

A Krasznogvargyejszkojei járás (oroszul Красногвардейский муниципальный район) Oroszország egyik járása a Sztavropoli határterületen. Székhelye Krasznogvargyejszkoje.

## Népesség
- 1989-ben 39 855 lakosa volt.
- 2002-ben 42 008 lakosa volt.
- 2010-ben 40 957 lakosa volt, melyből 37 648 orosz, 944 cigány, 680 örmény, 328 kurd, 223 ukrán, 143 koreai, 108 azeri, 99 dargin, 79 fehérorosz, 55 tatár, 52 lezg, 48 grúz, 43 tabaszaran, 37 görög, 36 mari, 33 német, 31 csecsen stb.